# ماثيو بريتن
ماثيو بريتن (بالإنجليزية: Matthew Brittain)‏ هو مجدف جنوب أفريقي، ولد في 5 مايو 1987 في جوهانسبرغ في جنوب أفريقيا.

## وصلات خارجية
- ماثيو بريتن على موقع الاتحاد الدولي للتجديف (الإنجليزية)
- ماثيو بريتن على موقع اللجنة الأولمبية الدولية (الإنجليزية)
- ماثيو بريتن على موقع أوليمبيديا (الإنجليزية)